# Penthophera
Penthophera — рід метеликів з родини квітососових (Erebidae). Включає чотири види. Проте The Global Lepidoptera Names Index наводить лише один вид Penthophera morio.

## Види
- Penthophera caucasica
- Penthophera lutea
- Penthophera morio
- Penthophera subfusca